# Force européenne démocrate
Ne doit pas être confondu avec Force démocrate.
Pour les articles homonymes, voir FED et JFD.
Force européenne démocrate (FED) est un parti politique français lancé le 10 juillet 2012 par Jean-Christophe Lagarde,,. Le parti a pour vocation de participer à la confédération de centre droit, l’UDI, et d'y représenter la composante des « démocrates sociaux » et « libéraux humanistes » dans l'héritage du Centre des démocrates sociaux.
Le mouvement Jeunes forces démocrates (JFD) est la composante jeune du parti. Les JFD font partie intégrante de l'UDI Jeunes.

## Histoire
Des anciens membres du Nouveau Centre, dont le président exécutif Jean-Christophe Lagarde, en désaccord avec la structure dirigeante, fondent avec plusieurs personnalités du centre droit, après la présidentielle de 2012, Force européenne démocrate (FED). Cette structure a pour but, selon ses créateurs, d'aider à la réunion des différents mouvements du centre. Les députés élus en juin 2012 sous l'étiquette de l'Union des radicaux, centristes, indépendants et démocrates, et membre de la FED, siègent à l'assemblée dans le groupe UDI et indépendants. En septembre 2012, la FED prend part à la création de la structure Union des démocrates et indépendants (UDI) fédérant des partis du centre droit, dont la FED, le Nouveau Centre, et le Parti radical.
Lors des élections organisées à la suite du retrait de Jean-Louis Borloo de la vie politique, Jean-Christophe Lagarde est élu président de l'UDI le 13 novembre 2014.

## Représentation

### Sénateurs
- Vincent Capo-Canellas, élu en Seine-Saint-Denis.
- Hervé Marseille, élu dans les Hauts-de-Seine.

### Conseillers régionaux
- Laurent Cuzacq (Midi-Pyrénées), élu dans la Haute-Garonne
- Leïla Diri (Île-de-France), élue dans le Val-de-Marne
- Bruno Drapron (Poitou-Charentes), élu en Charente-Maritime
- Benjamin Ferniot (Île-de-France), élu dans les Yvelines
- Bernard Gauducheau (Île-de-France), élu dans les Hauts-de-Seine
- Benoît Jimenez (Île-de-France), élu dans le Val-d'Oise
- Sylvie Guignard (Bretagne), élue en Côtes-d'Armor
- Laurent Lafon (Île-de-France), élu dans le Val-de-Marne
- Aude Lagarde (Île-de-France), élue en Seine-Saint-Denis
- Jean-Luc Martinat (Bourgogne), élu dans la Nièvre
- Philippe Meynard (Aquitaine), élu en Gironde
- Christine Robin (Bourgogne), élue en Saône-et-Loire
- Monique Ryo (Picardie), élue dans l'Aisne
- Mustapha Saadi (Île-de-France), élu dans l'Essonne
- Patrick Toulmet (Île-de-France), élu en Seine-Saint-Denis

### Conseillers départementaux
- Robert Assante, élu dans le canton de Marseille-Les Trois Lucs (Bouches-du-Rhône)
- François Baraduc, élu dans le canton de L'Arbresle (Rhône)
- Charles Bréchard, élu dans le canton du Val-d'Oingt (Rhône)
- Danielle Chuzeville, élue dans le canton d'Amplepuis (Rhône)
- Paul Delorme, élu dans le canton de Mornant (Rhône)
- Pierre Facon, élu dans le canton de Neuilly-Plaisance (Seine-Saint-Denis)
- Alain Jeannot, élu dans le canton de Caluire-et-Cuire (Rhône)
- Denis Larghero, élu dans le canton d'Issy-les-Moulineaux-Ouest (Hauts-de-Seine)
- Jacques Larrochette, élu dans le canton de Tarare (Rhône)
- Denis Longin, élu dans le canton de Lamure-sur-Azergues (Rhône)
- Pierre Marmillod, élu dans le canton de Bouxwiller (Bas-Rhin)
- Michel Mercier, élu dans le canton de Thizy (Rhône)
- Stéphane Salini, élu dans le canton de Drancy (Seine-Saint-Denis)
- Max Vincent, élu dans le canton de Limonest (Rhône)
- Freddy Zimmermann, élu dans le canton de Wasselonne (Bas-Rhin)
- Jérôme Sourisseau, élu dans le canton de Segonzac (Charente)

### Maires
- Grégoire Leblond, maire de Chantepie (35)
- Jérôme Neveux, maire de la Ville de Jaunay-Clan (86)
- Laurent Schembri, maire de Faverolles-lès-Lucey (21)
- Dominique Bailly, maire de Vaujours (93)
- André Bordaneil, maire de Maureillas-las-Illas (66)
- Ludovic Toro, maire de Coubron (93)
- Christian Baron, maire de St-Augustin des Bois (49)
- Charles Bréchard, maire de Chamelet (69)
- Julien Didry, maire de Bras-sur-Meuse (55)
- Michel Romanet-Chancrin, maire d'Arnas (69)
- Philippe Geslan, maire de Méricourt (78)
- Paul Martinez, maire de Buchelay (78)
- Pascal Brindeau, maire de Vendôme
- Olivier Gacquerre, maire de Béthune (62)
- Stéphane Fouassin, maire de Salazie (Île de la Réunion)
- Edouard Renaud, maire de Moncontour (86)
- Jean-François Vigier, maire de Bures-sur-Yvette (91)
- Jean-Noël Chevreau, maire de Bourg-la-Reine
- Jean-François Barnier, maire de Le Chambon-Feugerolles
- Olivier Henno, maire de Saint-André-lez-Lille (59)
- Thierry Speitel, maire de Sigolsheim

### Anciens élus
- Yves Pozzo di Borgo, sénateur de Paris, de 2004 à 2017.
- Jean-Christophe Lagarde, député de la 5e circonscription de la Seine-Saint-Denis de 2002 à 2022.
- Sophie Auconie, députée de la 3e cironscritption d'Indre-et-Loire de 2017 à 2021.